# Schmalenbrooksbek
Der Schmalenbrooksbek ist ein Nebenfluss des Aalbeks in Schleswig-Holstein.
Der Fluss hat eine Länge von ca. 3 km, entspringt in der Nähe des Flugplatzes Neumünster westlich von Neumünster, unterquert die A7 sowie die Bahnstrecke Neumünster–Heide, fließt durch den 7 Hektar großen Trelleborgsee und mündet südlich von Wasbek in den Aalbek.